# Phyllobrotica limbata
Phyllobrotica limbata är en skalbaggsart som först beskrevs av Fabricius 1801.  Phyllobrotica limbata ingår i släktet Phyllobrotica och familjen bladbaggar. Inga underarter finns listade i Catalogue of Life.